# Аскуй, Исаак
Исаак Аскуй (исп. Isaac Azcuy Oliva; род. 3 июня 1953, Пинар-дель-Рио) — кубинский дзюдоист, чемпион и призёр чемпионатов Кубы и Панамериканских чемпионатов, чемпион Панамериканских игр, серебряный призёр летних Олимпийских игр 1980 года в Москве, участник двух Олимпиад.

## Карьера
Выступал в средней (до 80-86 кг) и полутяжёлой (до 95 кг) весовых категориях. Чемпион (1972—1974, 1977, 1982, 1984, 1986 годы), серебряный (1976) и бронзовый (2005) призёр чемпионатов Кубы. Многократный победитель и призёр международных турниров. Победитель (1974, 1978, 1984) и бронзовый призёр (1985) Панамериканских чемпионатов. Победитель Панамериканских игр 1983 года в Каракасе.
На Олимпиаде 1972 года в Мюнхене Аскуй проиграл швейцарцу Филиппе Ауберту и выбыл из борьбы, заняв 19-е место.
На Олимпиаде 1980 года в Москве Аскуй победил британца Питера Доннелли, замбийца Дональда Мукахатешо, представителя ГДР Детлефа Улча, бразильца Валтера Кармону, но проиграл швейцарцу Юргу Рётлисбергеру и завоевал серебро Олимпийских игр.